# Eugeniusz Błasiak
Eugeniusz Błasiak (ur. 25 października 1901 w Żywcu, zm. 17 stycznia 1981 w Chorzowie) – polski chemik technolog.
W 1919 ukończył Szkołę Realną w Żywcu. Absolwent Wydziału Chemicznego Politechniki Lwowskiej z 1923. W latach 1924–1925 był zatrudniony w cukrowni Chybie. W latach 1925–1939 pracował w Państwowej Fabryce Związków Azotowych w Chorzowie. Podczas okupacji pracował jako projektant w Towarzystwie Eksploatacji Soli Potasowych we Lwowie, następnie na Uniwersytecie Lwowskim, później w Towarzystwie Handlu Bydłem i ostatecznie jako nauczyciel w Szkole Mechanicznej w miejscowości Ropczyce. 
Po wycofaniu się Niemców ze Śląska powrócił do pracy w Zakładach Azotowych w Chorzowie, gdzie był szefem Zakładu Badawczego. Od 1947 wykładał technologię, elektrochemię techniczną i automatyzację na Politechnice Śląskiej. W 1945 uruchomił instalację do produkcji stężonego kwasu azotowego. Ponadto opracował katalityczne metody produkcji m.in. alkoholu metylowego, aldehydu i bezwodnika octowego. W 1951 uzyskał stopień doktora Politechniki Śląskiej. W 1952 wydał książkę Kataliza i katalizatory. W tym samym roku zatrudniony został w Instytucie Syntezy Chemicznej w Chorzowie na stanowisku kierowniczym. W 1953 otrzymał Nagrodę Państwową I stopnia za osiągnięcia w dziedzinie katalizy przemysłowej. W 1954 został profesorem Politechniki Śląskiej. Od 1959 był kierownikiem Laboratorium Instytutu Nawozów Sztucznych w Chorzowie. Jednocześnie wykładał na Politechnice, zajmując tam m.in. stanowisko zastępcy kierownika Katedry Nawozów Mineralnych.
W 1963 zrezygnował z pracy w przemyśle i skupił się na działalności naukowej. W tym samym roku został kierownikiem Katedry Elektrochemii Technicznej i Elektrometalurgii. Od 1966 był profesorem zwyczajnym. W latach 70. był zastępcą dyrektora Instytutu Chemii i Technologii Nieorganicznej. Zasiadał w Komisji Głównej Chemii w Komitecie Nauki i Techniki PAN.
Do najważniejszych badań Błasiaka należą te skupiające się na syntezie mocznika i metanolu. Badał zagadnienia z zakresu produkcji kwasu azotowego. Był autorem bądź współautorem ok. 70 publikacji naukowych, w tym 5 wydawnictw książkowych. W jego dorobku znajduje się ponad 20 patentów. Wypromował 13 doktorów i nadzorował 4 habilitacje.

## Odznaczenia
- Złoty Krzyż Zasługi (1951)[6]
- Odznaka Racjonalizatora Produkcji (1953)[7]
- Medal 10-lecia Polski Ludowej (1955)[8]
- Złota Odznaka Zasłużonego Racjonalizatora Produkcji (1959)[2]
- Krzyż Kawalerski Orderu Odrodzenia Polski (1973)[2]